# Pocsinki járás

A Pocsinki járás a Nyizsnyij Novgorod-i területen

A Pocsinki járás (oroszul Починковский район) Oroszország egyik járása a Nyizsnyij Novgorod-i területen. Székhelye Pocsinki.

## Népesség
- 1989-ben 38 192 lakosa volt.
- 2002-ben 33 788 lakosa volt, melynek 98,5%-a orosz, 0,4%-a mordvin, 0,3%-a ukrán, 0,1%-a tatár.
- 2010-ben 30 668 lakosa volt, melynek 97,6%-a orosz.